# Susanne Rosenberg
Susanne Lillemor Rosenberg, född 29 augusti 1957 i Hägerstens församling, Stockholm, är en svensk folksångerska och professor.
Rosenberg har varit frilansande sångerska sedan 1980-talets början. Hon studerade på individuellt musikerprogram på Kungliga Musikhögskolan 1984–1988. Hon är anställd som lärare i folksång sedan 1992 och som professor (2016) vid  Kungliga Musikhögskolan i Stockholm. Mellan 2004 och 2020 var hon prefekt vid Institutionen för folkmusik vid KMH. Hon studerade musikvetenskap vid Stockholms universitet 1982–1984 vilket resulterade i C-uppsatsen "Lisa Boudrés sångliga och melodiska gestalning i tre visor". Åren mellan 1987 och 1991 arbetade hon som lärare vid Sibelius-Akademin i Helsingfors. 2013 disputerade Rosenberg efter en forskarutbildning i samarbete mellan Kungliga Musikhögskolan och Sibelius-Akademin med den konstnärliga avhandlingen "Kurbits-ReBoot - svensk folksång i ny scenisk gestaltning". 
Rosenberg har varit pionjär då det gäller att återupptäcka äldre folkliga sångsätt och använda dem i nya konstnärliga sammanhang både när det gäller det egna konstnärliga uttrycket likväl som pedagog och för flerstämmig sång och kör. Under 1990-talet utvecklade hon flerstämmighet för folksång i sin Folkliga Damkör (1993–1996) och hon har också skrivit verk för kör exempelvis Pust (2000), Stjärnan (2013), Missa Vox Mundi (2021). I Sverige har hon  samarbetat med tonsättaren Karin Rehnqvist och uruppfört flera verk skrivna direkt för Rosenberg  exempelvis "Puksånger - Lockrop" (1989), "Hetluft" (1993) "Rädda mig ur dyn" (1997), "Så går en dag" (2000), och med regissörer som Peter Oskarson (Den stora vreden 1988–1990) och Leif Stinnerbom (Ljuset 1996). Utanför Sverige har hon samarbetat med Quincy Jones och Clark Terry (Sonic Convergence 2001) och i Japan med Ryuichi Sakamoto (L I F E 2000). Bland egna konstnärliga projekt kan nämnas "Syn för sägen" (1995) ReBoot  OmStart" (2010), "Kurbits-Koral - The Spirit of the moment (2010), "Getens horn" (2011) "Voice Space" (2013) "Folk Vocal" (2014) med flera. Sedan 2014 bedriver hon det konstnärliga forskningsprojektet "Folk Song Lab"] med stöd av Vetenskapsrådet (2019–2021). Rosenberg är aktiv inom ett flertal forskningsfält och har publicerat artiklar inom kulning, folksångstil, variation och konstnärlig forskning. Hon har också utvecklat och publicerat ett flertal pedagogiska metoder och material inom folksång,  folksångstil och kulning. Under sin tid som prefekt vid Institutionen för folkmusik vid KMH utvecklade hon många pedagogiska koncept, kurser och program. Som lärare har hon undervisat de flesta av dagens unga folksångare som studerat vid KMH och har utvecklat ämnen som folksångsmetodik och kurser i folksångens sångsätt.
Hon startade folkmusikgrupperna Rosenbergs Sjua, Krus och Rotvälta och har med dem turnerat i Europa, USA och Asien. Andra grupper hon medverkat i är Kvickrot, Höök, Out of Time and Country, Luftstråk och har publicerats på fonogram sedan 1980-talet  både med grupper och som solist. Rosenberg har vid ett flertal tillfällen erhållit konstnärsstipendium och forskningsmedel. 
Rosenberg utsågs 2015 till ledamot 1010 av Kungliga Musikaliska Akademien.
Sedan 1988 är hon gift med spelmannen och forskaren Sven Ahlbäck.

## Priser och utmärkelser
- 2018 - KMH Hedersspelman
- 2015 - Ledamot 1010 Kungliga Musikaliska Akademin
- 2014 - Medalj till Lisa Boudrés minne
- 2011 - Årets traditionsbärare vid Folk- och världsmusikgalan
- 2000 - Kristallpriset

## Diskografi
- 2023 Koraler/ Susanne Rosenberg (UT)
- 2014 Tjilin / Rotvälta (PWM)
- 2012 Getens horn/ Susanne Rosenberg (PWM)
- 2010 ReBoot/OmStart/ Susanne Rosenberg (PWM3)
- 2010 Julens Visor / KMH FOLK (KMH förlag)
- 2009 Out of Time and Country / Susanne Rosenberg, Christophe Delignes, Jean-Lou Descamps, Thierry Gomar (MA recordings)
- 2003 Krokar, länkar och krus / Susanne Rosenberg, Eva Rune, Mats Olofsson, Leo Sander Svensson (Drone)
- 2002 Polski tanz / Höök (Drone)
- 2002 Sonic Convergence / Quincy Jones, Clark Terry m.fl.
- 2001 Luftstråk - Ilmajousi / Maria Kalaniemi, Sven Ahlbäck, Johan Hedin, Susanne Rosenberg
- 1999 R7 / Rosenbergs Sjua (Drone DROCD-017 1999) (Northside USA 1999)
- 1999 L I F E / Ryuichi Sakamoto (Warner)
- 1997 Davids Nimm /Musik av Karin Rehnqvist (Phono Suecia)
- 1996 Syn för sägen /Susanne Rosenberg (Länsmuseet Västernorrland)
- 1996 Uppå marmorns höga berg / Susanne Rosenberg, Eva Rune, Ulrika Bodén, Karin Holdar, Sven Ahlbäck, Mikael Marin, Annika Dobler (giga)
- 1995 Lockrop och vallåtar /Traditionsinspelningar, Susanne Rosenberg m.fl. (Caprice)
- 1995 Höök/ Höök (drone)
- 1995 i Österled / Rotvälta (Udda toner)
- 1991 hemlig stod jag / Rotvälta (Siljum records)
- 1989 Musiken ur Den stora vreden /Susanne Rosenberg & Hedningarna
- 1987 Kvickrot / Kvickrot (Siljum records)
- 1987 Ogräs / Kvickrot (Siljum records)